# De Oosterboer

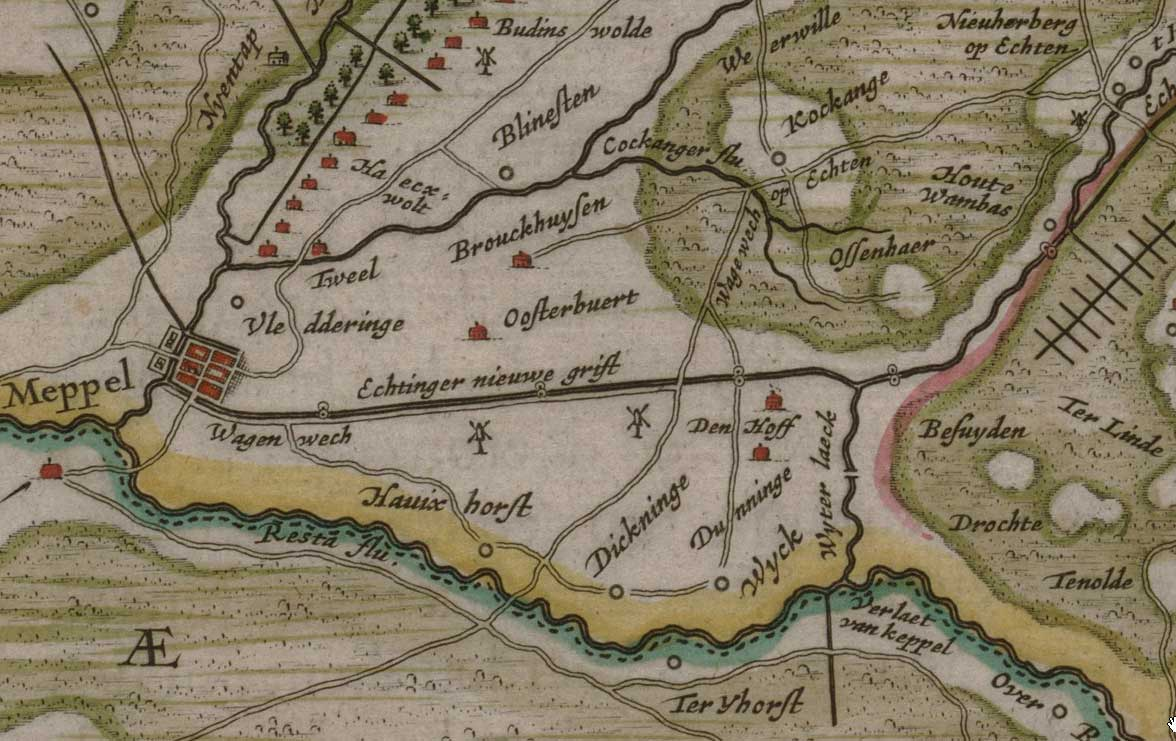
Meppel, De Oosterboer (Oosterbuert) en Vledderinge op een kaart in de atlas van Blaeu (1634)

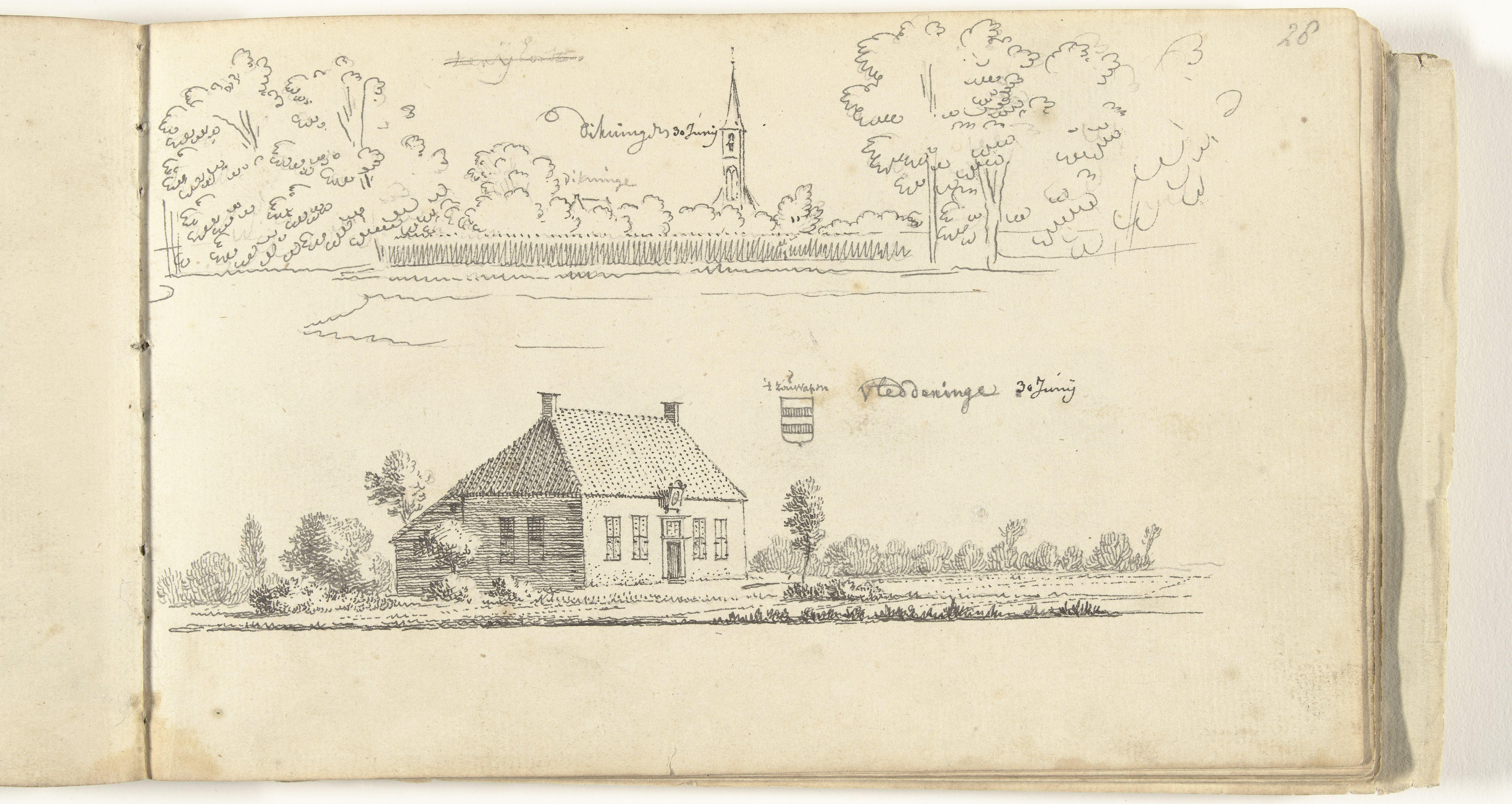
Vledderinge (onderste helft van het blad) in een schetsboek van Abraham de Haen in 1732

De Oosterboer was een buurtschap nabij de Drentse plaats Meppel.
De Oosterboer lag aan de Wold Aa en was een van Meppel gescheiden buurtschap. In de Oosterboer stond de havezate Vledderinge. Van de Oosterboer naar Meppel liep het Jufferenpad, een kerkepad dat door de bewoners van Vledderinge werd gebruikt om de kerk in Meppel te bezoeken. In 1555 telde de Oosterboer zestien erven. Tijdens de Tachtigjarige Oorlog heeft de Oosterboer nauwelijks schade opgelopen. De bewoners van de Oosterboer besteedden hun ingekwartierde soldaten uit in Meppel. In de voor deze streek rumoerige jaren 1580 en 1581 ging in de Oosterboer geen enkele woning in de vlammen op. Daarentegen had Meppel in die periode veel te lijden van het krijgsgeweld, waarbij meer dan honderd huizen in brand werden gestoken. Regelmatig zijn er conflicten geweest over de vraag of de Oosterboer al dan niet tot Meppel behoorde. De marke van Oosterboer grensde aan de bebouwde kom van Meppel. Meppel was van mening, dat de Oosterboer een vierde part van Meppel was en dus ook een vierde deel van alle kosten diende te dragen. Op het einde van de 16e eeuw probeerde de Oosterboer onder deze verplichting uit te komen en kreeg daarbij de hulp van de landsschrijver Heinrich van Rossum, die in de Oosterboer woonde. De Oosterboer werd aanvankelijk door stadhouder Willem Lodewijk in 1596 in het gelijk gesteld. Maar de Ridderschap en de Eigenerfden verwezen de zaak naar de Etstoel. In 1600 werd beslist dat Meppel en de Oosterboer de lasten gezamenlijk dienden te dragen. De Oosterboer kreeg naast deze verplichting het recht om een kerkvoogd en een plaatselijk bestuurder te benoemen. Tot 1795 bezaten de Oosterboer en Meppel elk één volmacht in de Landdag van Drenthe.

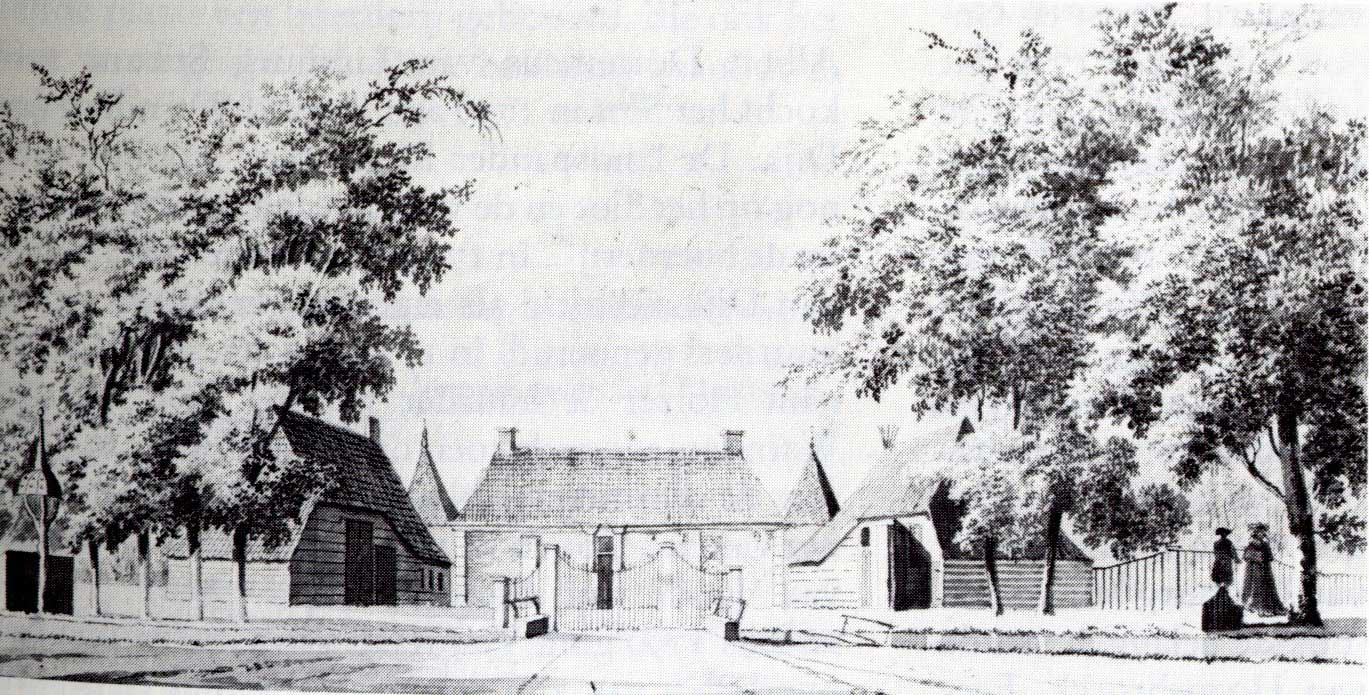
Het Slot in de Oosterboer bij Meppel door Hendrik Tavenier (1786)

Naast Vledderinge kende de Oosterboer nog een tweede herenhuis, in tegenstelling tot Vledderinge geen havezate, namelijk Het Slot. Evenals Vledderinge is ook Het Slot in het bezit geweest van de Drentse familie Van den Clooster. Het Slot bezat twee torentjes en twee schathuizen. In 1722 werd Het Slot verkocht aan Otto Ernst Gelder van Limburg-Stirum, die zich actief bezighield met de vervening en de landbouw in Drenthe. Hij was namens de inwoners van de Oosterboer kerkvoogd van Meppel. In 1744 verhuisde hij naar Hoogeveen. Tussen 1750 en 1759 werd Het Slot verhuurd aan de landspander Albertus van Riemsdijk. Het Slot werd in 1834 afgebroken.
Thans bestaat de buurtschap de Oosterboer niet meer. Het grondgebied van de vroegere buurtschap maakt deel uit van de bebouwde kom van Meppel en valt ruwweg samen met de wijk Oosterboer in deze plaats.